# Жанровая живопись

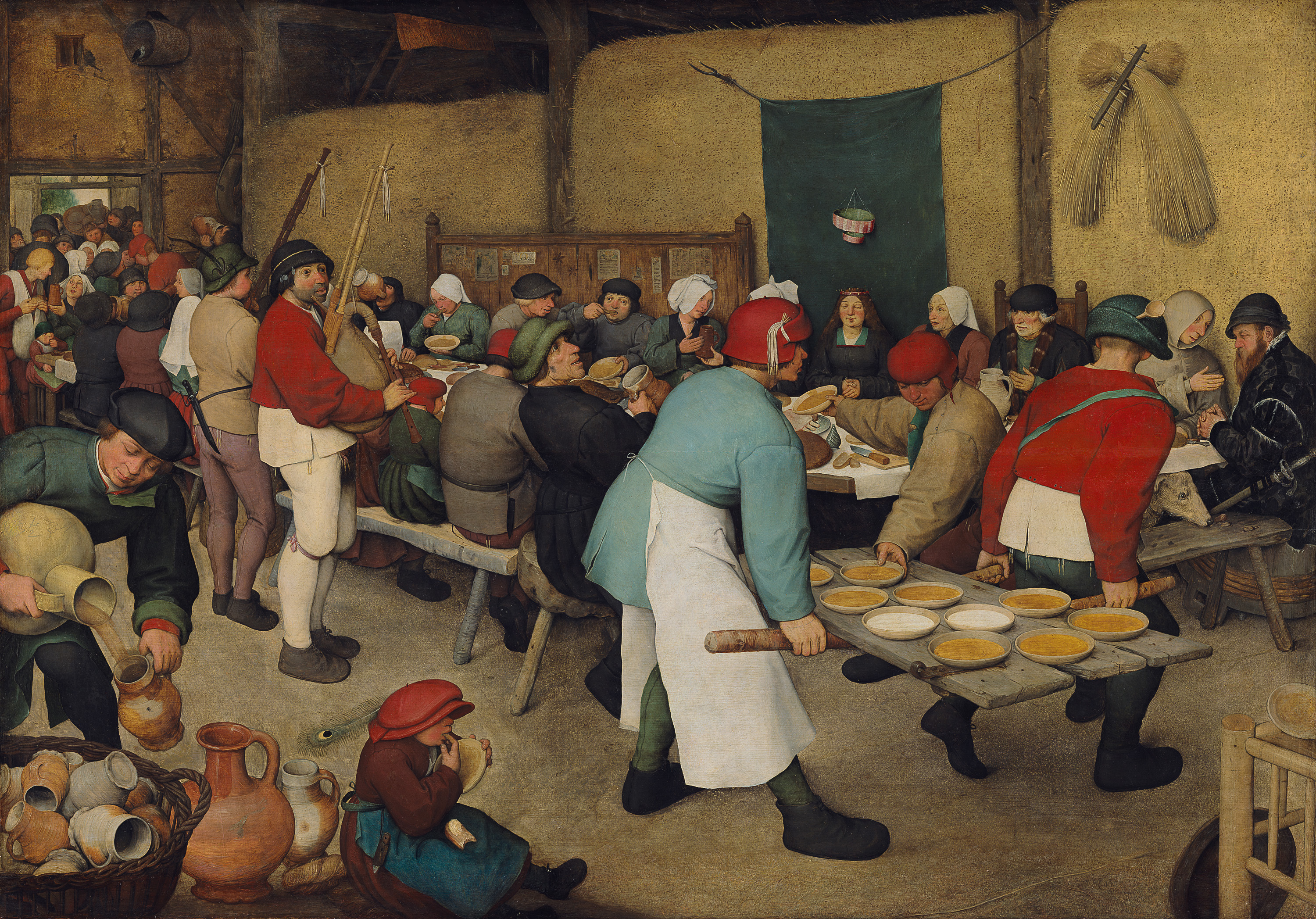
«Крестьянская свадьба», 1568, Питер Брейгель, Музей истории искусств, Вена

Жанровая живопись (от фр. genre) — вульгарный эвфемизм: «упрощённая замена искусствоведческой категории живопись бытового жанра». Подразумевает жанровую разновидность художественного изображения сцен повседневной жизни в живописи как отображение сцен обыденной действительности. Такое изображение может быть реалистическим, воображаемым или романтизированным. Примерами жанровой живописи являются изображения рыночных сцен, праздников, интерьеров, уличных сцен и т. п. В настоящее время такое определение считается устаревшим, но встречается в популярной литературе.

## История
Жанровые сцены рисовались ещё в Античности, что подтверждают фрески в Помпеях. В период Средневековья жанровая живопись носила морально-аллегорический характер. Предшественники современной жанровой живописи (Питер Брейгель Старший, Ян Брейгель, Лукас ван Лейден) обратились к сценам сельской и семейной жизни. Основной мотив вращался вокруг нравственности и отрицательного поведения человека — пьянства, ссор, сводничества. Поворотным моментом в развитии жанровой живописи в XVII—XVIII веках стало обращение бельгийских и нидерландских художников к изображению привилегированного класса. С тех пор в картине принято искать скрытый смысл.

## Галерея

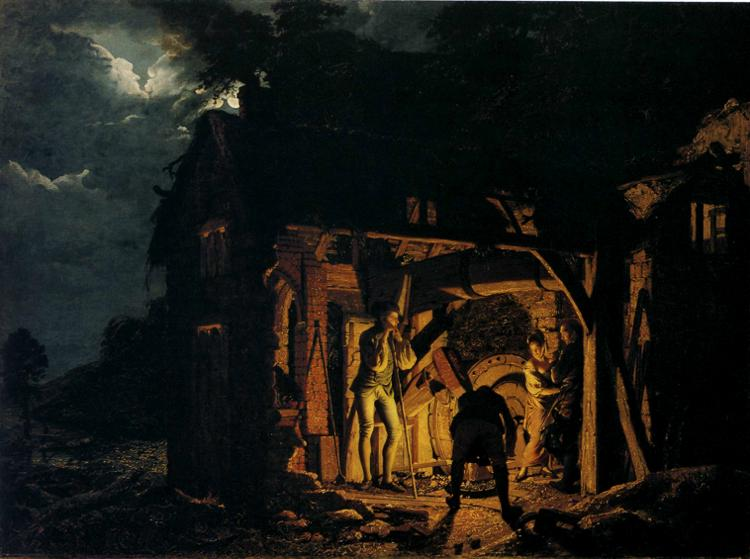
Джозеф Райт «Кузница изнутри» (1773), Эрмитаж
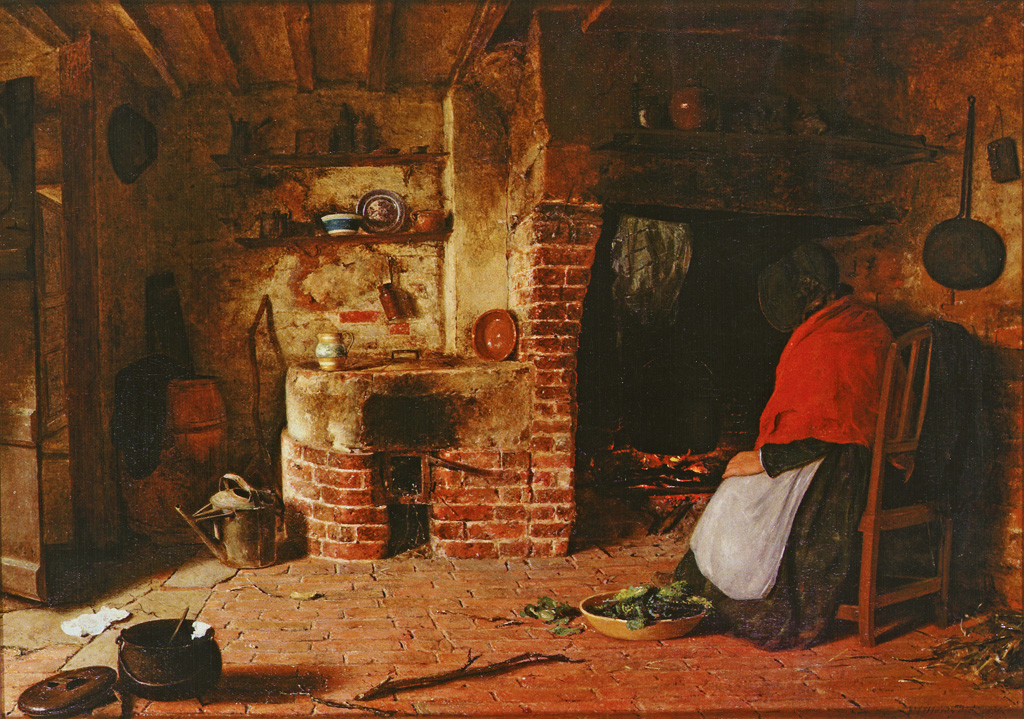
Фредерик Дэниэл Гарди Cottage Fireside (1850)
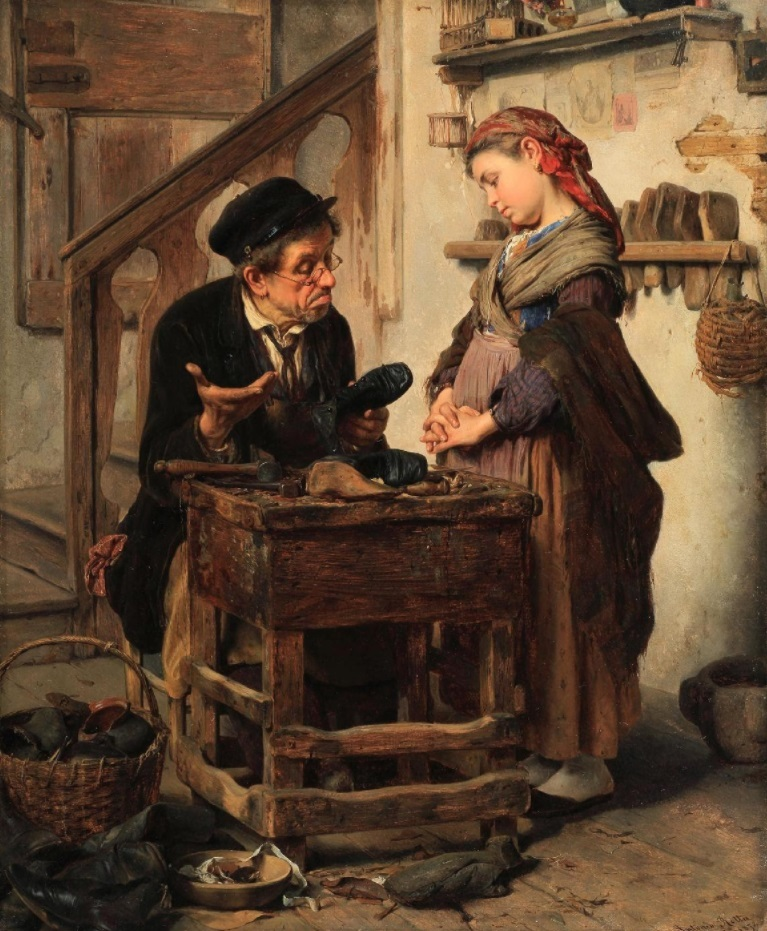
Antonio Rotta, Il caso senza speranza (1871)
Василий Перов «Охотники на привале» (1871)
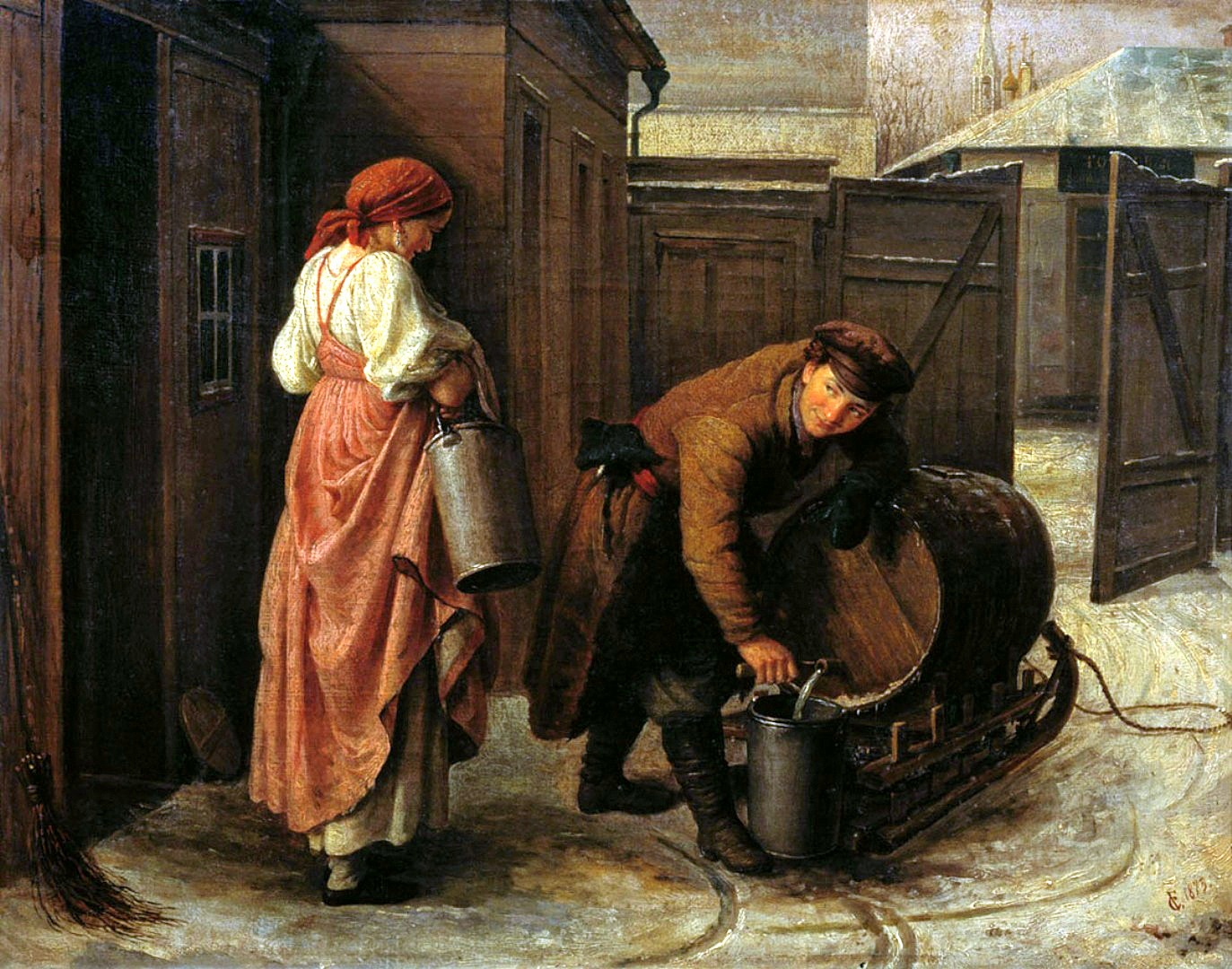
С. И. Грибков «Водовоз» (1873)
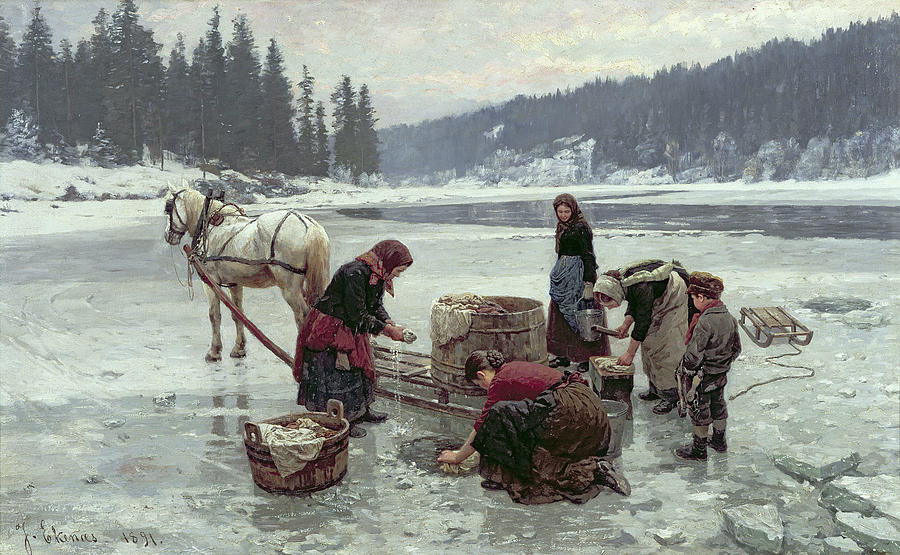
Ян Экенис[норв.] «Стирка в ледяной воде» (1891)